# Hepatica aurantia
Hepatica aurantia là một loài bướm đêm trong họ Noctuidae.